# Reial Club Deportiu Espanyol de Barcelona
O Reial Club Deportiu Espanyol de Barcelona é um clube de futebol da Espanha fundado em 28 de outubro de 1900, na cidade de Barcelona, Catalunha. 
Manda seus jogos no estádio Cornellà-El Prat, com capacidade para 40.500 espectadores. Seu mascote é um periquito. O Espanyol tem como grande rival o Barcelona, contra quem disputa o clássico, Derby Catalão.
Com quatro conquistas da Copa del Rey em seu cartel, por duas vezes sagrou-se vice-campeão da Liga Europa da UEFA, a segunda competição continental

## Identidade

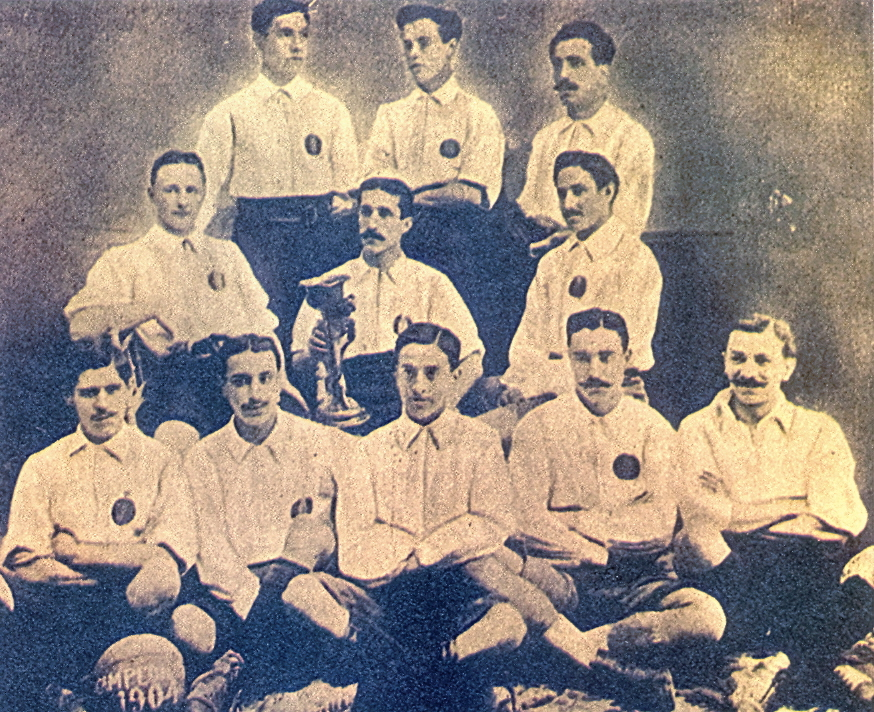
Equipe campeã do Campeonato Catalão de 1904.

Assim como o Nacional do Uruguai, o Espanyol tem esse nome pois na época de sua fundação adotava jogadores locais (ao contrário de outros, que costumavam contar com britânicos na equipe), sendo a primeira equipe de Espanha formado maioritariamente por catalães. Seu nome original era Sociedad Española de Fútbol, mudado alguns meses depois para Club Español de Fútbol. Em 1912, o clube, assim como vários outros, recebeu da Coroa Espanhola, pelo Rei Afonso XIII, a opção de ostentar a coroa real no emblema. Assim a equipe passou chamar-se Real Club Español de Fútbol.
Com a abdicação de Afonso XIII e o advento da República, todos os clubes Reais tiraram o "Real" de seus nomes, assim como a coroa de seus emblemas. A partir daí, a equipe adotou um nome mais republicano e em catalão, Club Esportiu Espanyol. Entretanto, após o golpe do General Franco em 1937, que instituiu um governo totalitário e que oprimia oficialmente as culturas não-espanholas (como a catalã e a basca), a equipa teve que renomear-se para Real Club Deportivo Español.
Após a Guerra Civil Espanhola (encerrada com a vitória dos partidários de Franco, que colocou o general no poder), é o rival Barcelona (que, até então, era um dos clubes compostos de britânicos, além de suíços) que toma a iniciativa de se afirmar como representante do nacionalismo catalão; a falta da mesma atitude por parte do Español faz a equipa decair sua imagem ante aos catalães, sendo o time associado como um alinhado do poder de Madrid.
Franco morreu em 1975, mas só 20 anos depois o clube adotou novamente um nome catalão, Reial Club Deportiu Espanyol de Barcelona. Cabe salientar que a palavra Deportiu não existe em catalão, sendo inventada apenas para manter a sigla RCD, àquela altura já tradicional. A demora, entretanto, só fez reforçar a imagem de "colaborador" do governo espanhol, injusta ou não.
A torcida do Espanyol é estereotipada como de não-catalães residentes na cidade de Barcelona, de catalães favoráveis à monarquia e/ou contrários à independência da Catalunha. Jogador-símbolo do clube nas décadas de 1910 e de 1920, o goleiro Ricardo Zamora, nativo da cidade, declarava sobre si que "primeiramente e antes de tudo, eu sou espanhol".
Por outro lado, há uma linha de nacionalistas catalães torcedores do Espanyol que defendem que ele seria o legítimo representante do catalanismo em função de suas origens e pelo caráter local, enquanto o rival Barcelona teria tornado-se uma equipe demagoga, sem realizar ações concretas pela independência e por basicamente usar estrangeiros no elenco, ao passo que o ídolo máximo do Espanyol é o jogador catalão com mais gols marcados na Primeira Divisão Espanhola (Raúl Tamudo), assim como o jogador que mais vezes defendeu a seleção catalã era perico (Sergio González). Para esse segmento da plateia espanyolista, a mesma identidade regional já não existiria no rival, que teria se tornado um "clube dos estrangeiros" também na questão de torcida.
Outros torcedores alviazuis, assim como o próprio clube, definem-se como apolíticos, criticando de igual modo a suposta demagogia do rival em usar a política para promover-se. E há parte da torcida favorável à independência catalã, incluindo os últimos presidentes do clube à altura de 2018, demonstrando irritação em ver o Barcelona, um clube que não seria local, portar-se como único representante da causa - o mote blaugrana de supostamente ser Més que un club ("mais que um clube") é parodiado pelos pericos com Catalunya es més que un club ("A Catalunha é mais que um clube"). Todos os segmentos da torcida do Espanyol concordam em definir-se como "uma maravilhosa minoria" em contraposição ao fato de que são menos numerosos (normalmente, os torcedores optaram pelos alviazuis em nome de tradição familiar) até do que torcedores do Real Madrid residentes em Barcelona.

## História

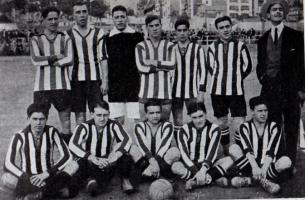
Campeão da Catalunha em 1912.

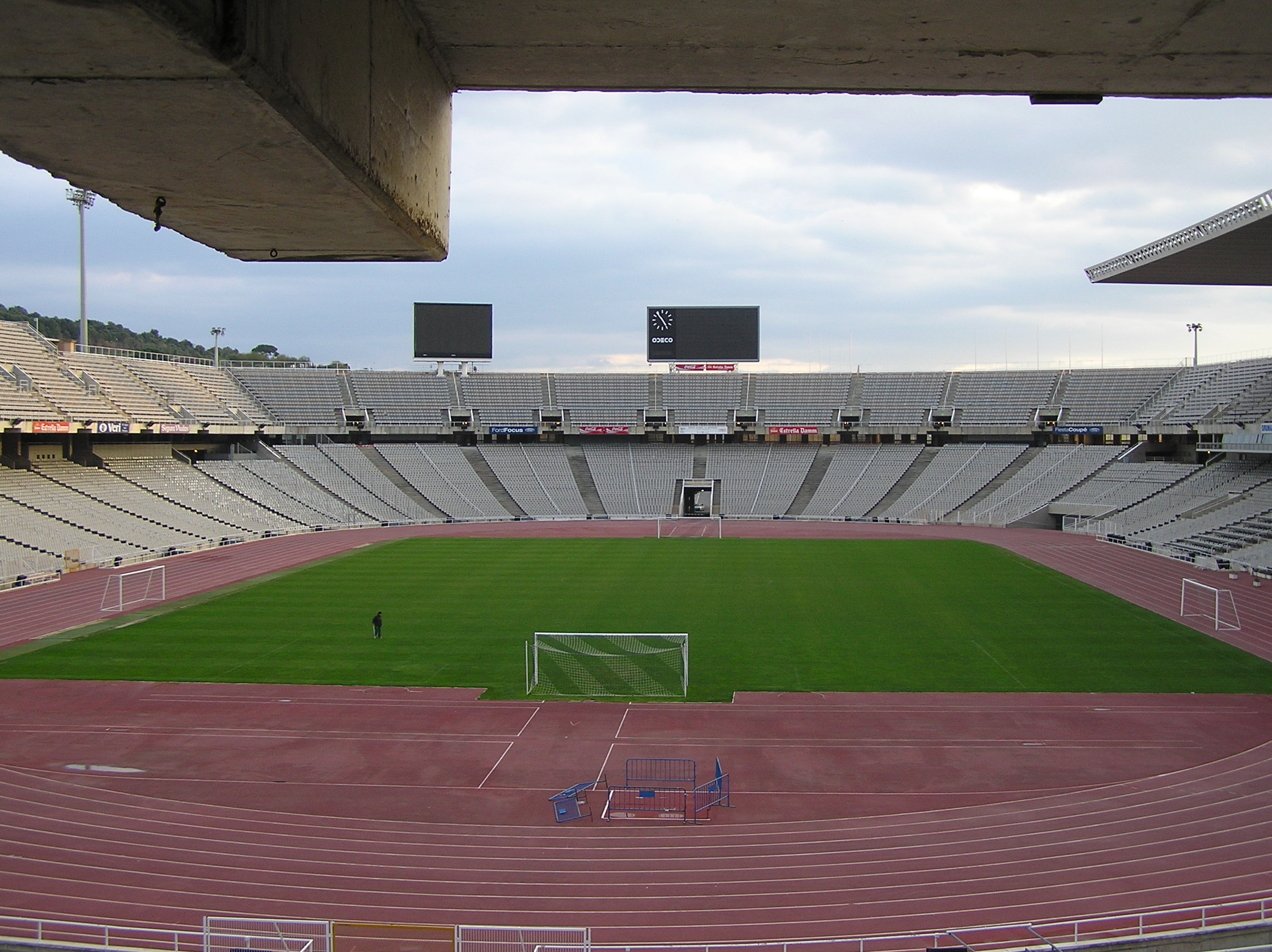
Estádio Olímpico Lluís Companys.

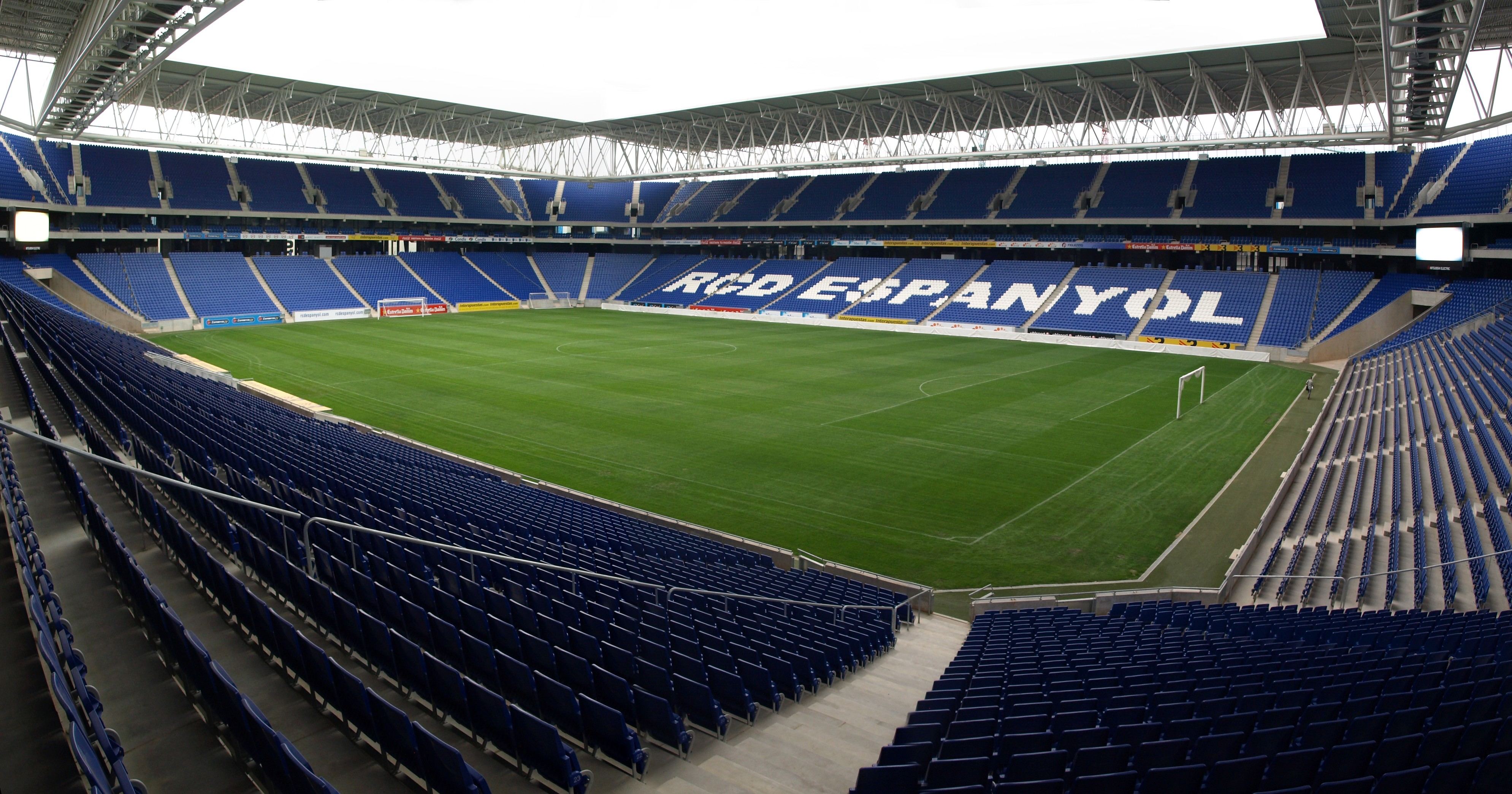
Vista do interior do RCDE Stadium.

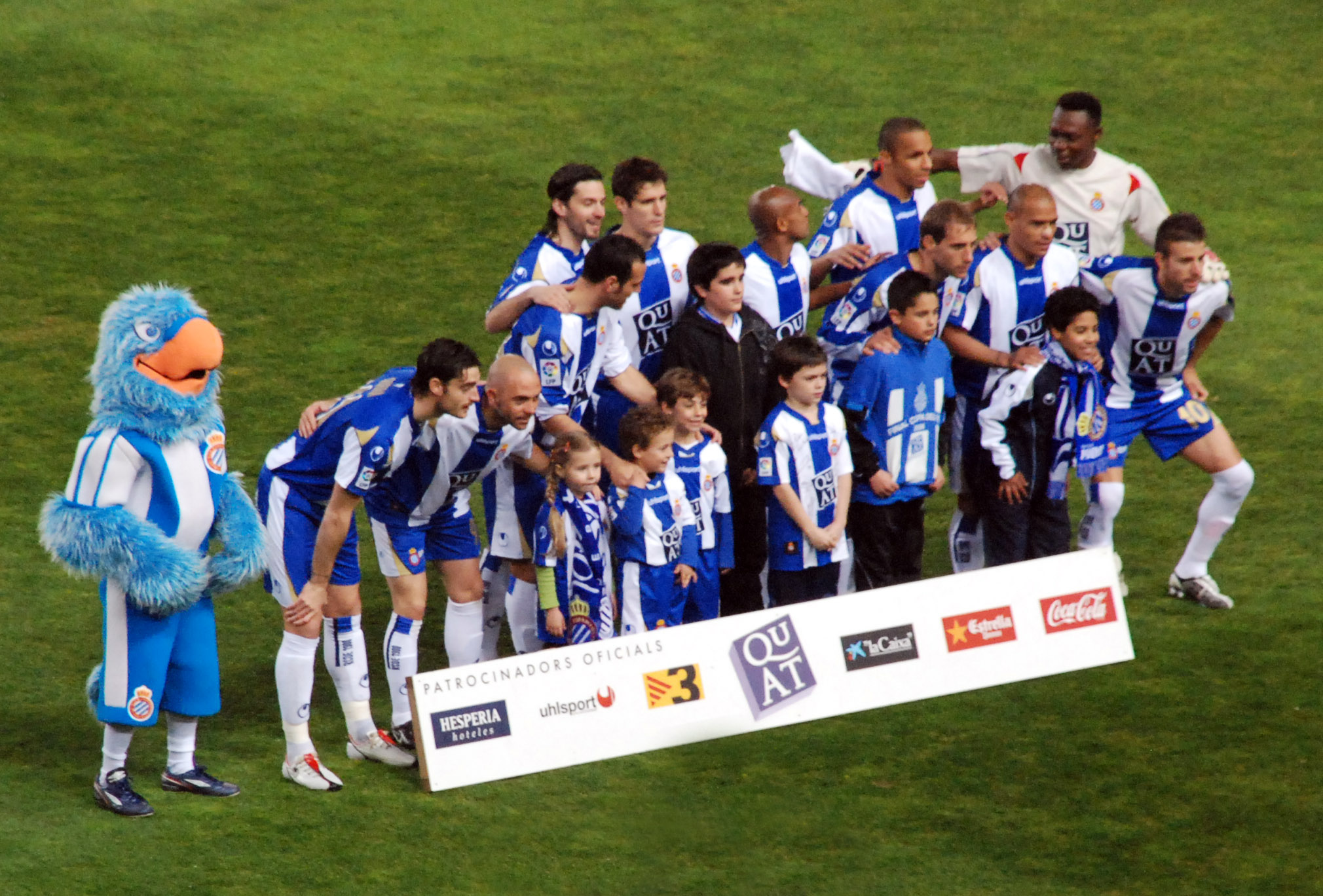
Uma formação da equipe em 2008.

O Reial Club Deportiu Espanyol de Barcelona é um dos clubes mais antigos de toda Espanha, fundado em 28 de outubro de 1900 por alunos da Universidade de Barcelona. O clube foi um dos fundadores da liga espanhola de futebol.
Apesar de hoje o time usar o uniforme "blanquiazul" (azul com branco), o amarelo foi a primeira cor adotada simplesmente porque era a  cor das peças de roupa que havia para que se fosse usado como uniforme. Depois, o clube rapidamente mudou para o as cores tradiconais (branco e azul), que eram as do brasão do Almirante Roger de Lluria.
A equipe desde 1923 até a temporada 1996-97, mandou seus jogos no estádio de Sarriá. Em 1997 o clube se viu obrigado a vender o terreno do estádio por problemas financeiros e mandar seus jogos no Estádio Olímpico Lluís Companys, onde atou até a inauguração do estádio de Cornellà. No último clássico catalão com o Barcelona no estádio, venceu por 2-1, uma das vitórias mais lembradas pelos torcedores pericos.
Em 1929 a equipe conquistou seu 1º grande título: A Copa do Rei com uma vitória sobre o Real Madrid por 2-1. O clube voltaria a conquistar a copa em 1940.
Ao término da temporada 1962/63 O Espanyol desceu à Segunda División pela primeira vez em sua história. Na temporada 1987-88, com Javier Clemente como técnico, o time foi vice-campeão da Copa da UEFA, atual Liga Europa. O Euroespanyol era estrelado por Thomas N'Kono e Ernesto Valverde e conseguiu eliminar o Milan de Ruud Gullit e Marco van Basten e parecia ser o campeão após ganhar o jogo de ida na final por 3-0 do Bayer Leverkusen. O oponente, porém, conseguiu na Alemanha Ocidental aplicar o mesmo placar, levando a melhor nos pênaltis. Um ano depois, o elenco desolado desceu pela terceira vez em sua história para a Segunda División. O time logo retornou à elite.
Em 1992 virou Sociedad Anónima Deportiva (S.A.D.), e por problemas financeiros (já havia passado outra temporada na Segunda División, a de 1993-04) em 1997 vendeu o terreno do Estádio Sarriá. 
Conseguiu realizar uma temporada festiva nas celebrações do seu centenário, na temporada 1999-2000. Venceu por 2-0 um amistoso comemorativo com a Seleção Argentina e conseguiu voltar a ser campeão da Copa do Rei, que não vencia desde 1940.
O Espanyol venceu novamente a Copa do Rei em 2006, classificando-se para a Copa da UEFA de 2006-07. Nela, foi finalista após superou Ajax e Benfica, dentre outros. Ernesto Valverde, um dos jogadores vice-campeões com o Espanyol na edição de 1987-88, era o treinador. O time voltou a ser derrotado nos pênaltis na decisão, dessa vez pelo Sevilla. Apesar do vice, a temporada encerrou-se alegremente graças a um empate em 2-2 com o rival Barcelona obtido nos minutos finais em pleno Camp Nou, resultado que, na penúltima rodada da liga espanhola, permitiu que o vizinho perdesse o título para o Real Madrid. Tamudo foi o autor dos dois gols alviazuis. O segundo gol veio segundos após o Real Madrid também marcar, na sua partida, o gol da vitória. Os lances, conjuntamente, colocaram os madrilenhos na liderança. A partida, lembrada como Tamudazo, teria sido uma vitória para o Espanyol se a arbitragem não validasse um gol de Lionel Messi marcado com a mão.
Além de Tamudo, Sergio González, N'Kono e Valverde, teve entre seus grandes ídolos o goleiro Ricardo Zamora, considerado um dos maiores da história e que inspira o prêmio de melhor goleiro que o renomado diário Marca distribui toda temporada na Espanha; e muitos argentinos, em especial Mauricio Pochettino, Maxi Rodríguez e Pablo Zabaleta. Alfredo Di Stéfano também defendeu o Espanyol, no final da carreira.

## Torcedores
A torcida do Espanyol é estereotipada como de não-catalães residentes na cidade de Barcelona, de catalães favoráveis à monarquia e/ou contrários à independência da Catalunha. Por outro lado, há uma linha de nacionalistas catalães torcedores do clube que defendem que ele seria o legítimo representante do catalanismo em função de suas origens e pelo caráter local, enquanto o rival Barcelona teria tornado-se uma equipe demagoga, sem realizar ações concretas pela independência e por basicamente usar estrangeiros no elenco, ao passo que o ídolo máximo do Espanyol é o jogador catalão com mais gols marcados na Primeira Divisão Espanhola (Raúl Tamudo), assim como o jogador que mais vezes defendeu a seleção catalã era perico (Sergio González).
Outros torcedores alviazuis, assim como o próprio clube, definem-se como apolíticos, criticando de igual modo a suposta demagogia do rival em usar a política para promover-se. E há parte da torcida favorável à independência catalã, incluindo os últimos presidentes do clube, demonstrando irritação em ver o Barcelona, um clube que não seria local, portar-se como único representante da causa - o mote blaugrana de supostamente ser Més que un club ("mais que um clube") é parodiado pelos pericos com Catalunya es més que un club ("Catalunha é mais que um clube"). Todos os segmentos da torcida do Espanyol concordam em definir-se como "uma maravilhosa minoria" em contraposição ao fato de que são menos numerosos (normalmente, os torcedores optaram pelos alviazuis em nome de tradição familiar) até do que torcedores do Real Madrid residentes em Barcelona.

## Títulos
| NACIONAIS  | NACIONAIS                        | NACIONAIS | NACIONAIS                                                               |
| Troféu     | Competição                       | Títulos   | Temporadas                                                              |
|            | Copa do Rei                      | 4         | 1928-29, 1940, 1999-00 e 2005-06                                        |
| semmdolura | Campeonato Espanhol - 2ª Divisão | 2         | 1993-94 e 2020-21                                                       |
| REGIONAIS  | REGIONAIS                        | REGIONAIS | REGIONAIS                                                               |
| Troféu     | Competição                       | Títulos   | Temporadas                                                              |
|            | Campeonato Catalão               | 8         | 1903-04, 1911-12, 1914-15, 1917-18, 1928-29, 1932-33, 1936-37 e 1939-40 |
|            | Copa da Catalunha                | 6         | 1994-95, 1995-96, 1998-99, 2005-06, 2009-10 e 2010-11                   |
|            | Copa Macaya                      | 1         | 1902-03                                                                 |
|            | Supercopa da Catalunha           | 1         | 2016                                                                    |
| TOTAL      | TOTAL                            | TOTAL     | TOTAL                                                                   |
| Escudo     | Conquistas                       | Títulos   | Categorias                                                              |
|            | Títulos oficiais                 | 22        | 6 Nacionais e 16 Regionais                                              |
| ---------- | -------------------------------- | --------- | ----------------------------------------------------------------------- |

Torneios amistosos
| Competição                  | Títulos | Temporadas |
| --------------------------- | ------- | --- |
| Troféu Cidade de Barcelona  | 23      | 1975, 1977, 1978, 1979, 1981, 1984, 1986, 1987, 1990, 1996, 1997, 1998, 2000, 2001, 2004, 2006, 2007, 2008, 2010, 2011, 2012, 2014, 2015 |
| Troféu Festa de Elche       | 1       | 1966 |
| Troféu Cidade de Zaragoza   | 1       | 1980 |
| Torneio da Costa do Sol     | 1       | 1967 |
| Troféu Ramón de Carranza    | 2       | 1973 e 2010 |
| Troféu Cidade de Valladolid | 1       | 1978 |
| Troféu Ibérico              | 1       | 1978 |
| Troféu Cidade de Línea      | 1       | 1975 |
| Troféu Cidade de Lleida     | 2       | 2001 e 2002 |
| Troféu Costa Brava          | 2       | 2002 e 2009 |
| Troféu Cidade de Terrassa   | 1       | 2006 |
| Troféu de la Gamba Palamos  | 1       | 2008 |
| Troféu Vila de Palamos      | 1       | 2010 |
| Troféu Cidade de Tarragona  | 1       | 2010 |
| Copa Duward                 | 2       | 1953 e 1954 |

## Campanhas de destaque
- Liga Europa da UEFA (2): vice campeão em 1987-88 e 2006-07.
- La Liga (3): terceiro colocado em 1932-33, 1966-67, 1972-73 e 1986-87.
- Copa del Rey (5): vice campeão em 1910-11, 1914-15, 1940-41, 1946-47 e 1956-57.

## Competições da UEFA
- Atualizado até 15 de julho de 2017.[10]

Ao ser derrotado com o mando de campo pelo CSKA de Moscovo por 1 a 0 em 12 de dezembro de 2019, o Espanyol perdeu uma invencibilidade de 26 partidas em competições da UEFA.
| Competição            | Temporadas | Jogos | Vitórias | Empates | Derrotas | Melhor posição   |
| --------------------- | ---------- | ----- | -------- | ------- | -------- | ---------------- |
| Copa UEFA/Liga Europa | 7          | 53    | 28       | 12      | 13       | Vice campeão (2) |
| Copa Intertoto        | 2          | 4     | 3        | -       | 1        | Semifinais       |
| Total                 | 9          | 57    | 31       | 12      | 14       |                  |

## Elenco atual
Atualizado em 10 de outubro de 2024.

## Recordes individuais

### Recordistas de jogos
| #  | País      | Nome                | Período             | Jogos |
| -- | --------- | ------------------- | ------------------- | ----- |
| 1  | Espanha   | Raúl Tamudo         | 1996-2010           | 390   |
| 2  | Espanha   | Antonio Argilés     | 1950–1964           | 357   |
| 3  | Espanha   | José Maria          | 1965–1976           | 343   |
| 4  | Argentina | Mauricio Pochettino | 1994-2006           | 320   |
| 6  | Espanha   | Moisés Arteaga      | 1993-2001 2002-2003 | 310   |
| 5  | Camarões  | Thomas N'Kono       | 1982-1990           | 303   |
| 7  | Espanha   | Manuel Zúñiga       | 1979–1988           | 286   |
| 8  | Espanha   | Fernando Molinos    | 1974–1984           | 285   |
| 9  | Espanha   | Javi López          | 2009–2020           | 283   |
| 10 | Espanha   | Rafael Marañón      | 1974–1983           | 279   |

### Maiores goleadores
| #  | Nome                         | Gols |
| -- | ---------------------------- | ---- |
| 1° | Raúl Tamudo                  | 141  |
| 2° | Rafael Carlos Pérez González | 111  |
| 3° | Julián Arcas Sánchez         | 86   |
| 4° | Calvo Olascoaga              | 69   |
| 5° | Francisco Marcet Mundo       | 63   |